# Kilton, Somerset
Kilton är en by i civil parish Stringston, i enhetskommunen Somerset, i grevskapet Somerset, i England. Byn är belägen 20 km från Taunton. Kilton var en civil parish fram till 1886 när blev den en del av Kilton with Lilstock, Holford och Stringston. Civil parish hade 141 invånare år 1881. Byn nämndes i Domedagsboken (Domesday Book) år 1086, och kallades då Chilvetune/Chilvetun/Diuetona.